# ALn 668

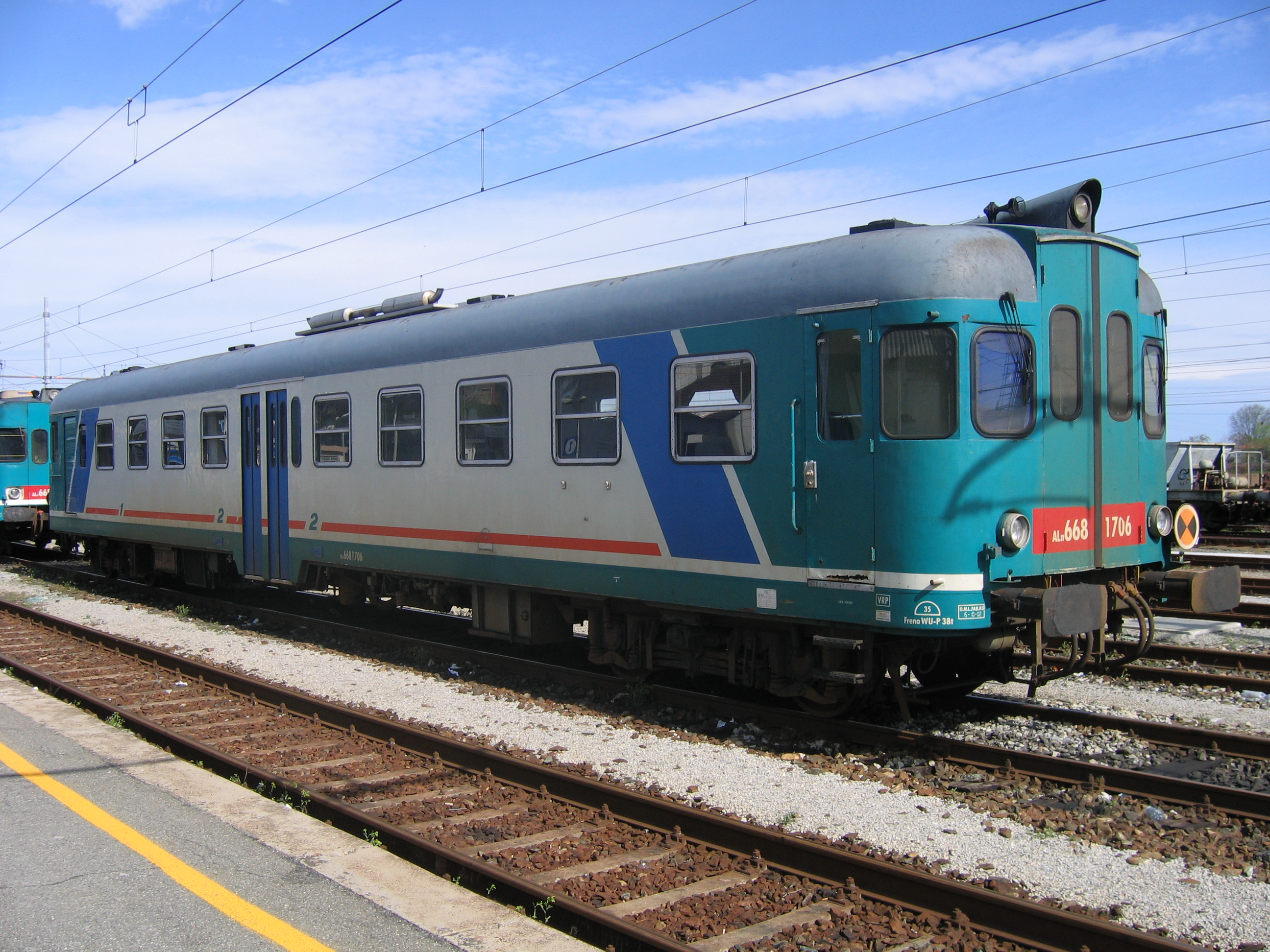
ALn 668

ALn 668 je rodina motorových vozů vyrobených italskou firmou Fiat Ferrovaria. Tyto motorové vozy byly vyráběny v letech 1954-1981 pro provoz v Itálii. Ve 12 sériích bylo vyrobeno celkem 787 vozidel.